# Проигранное дело Конфедерации

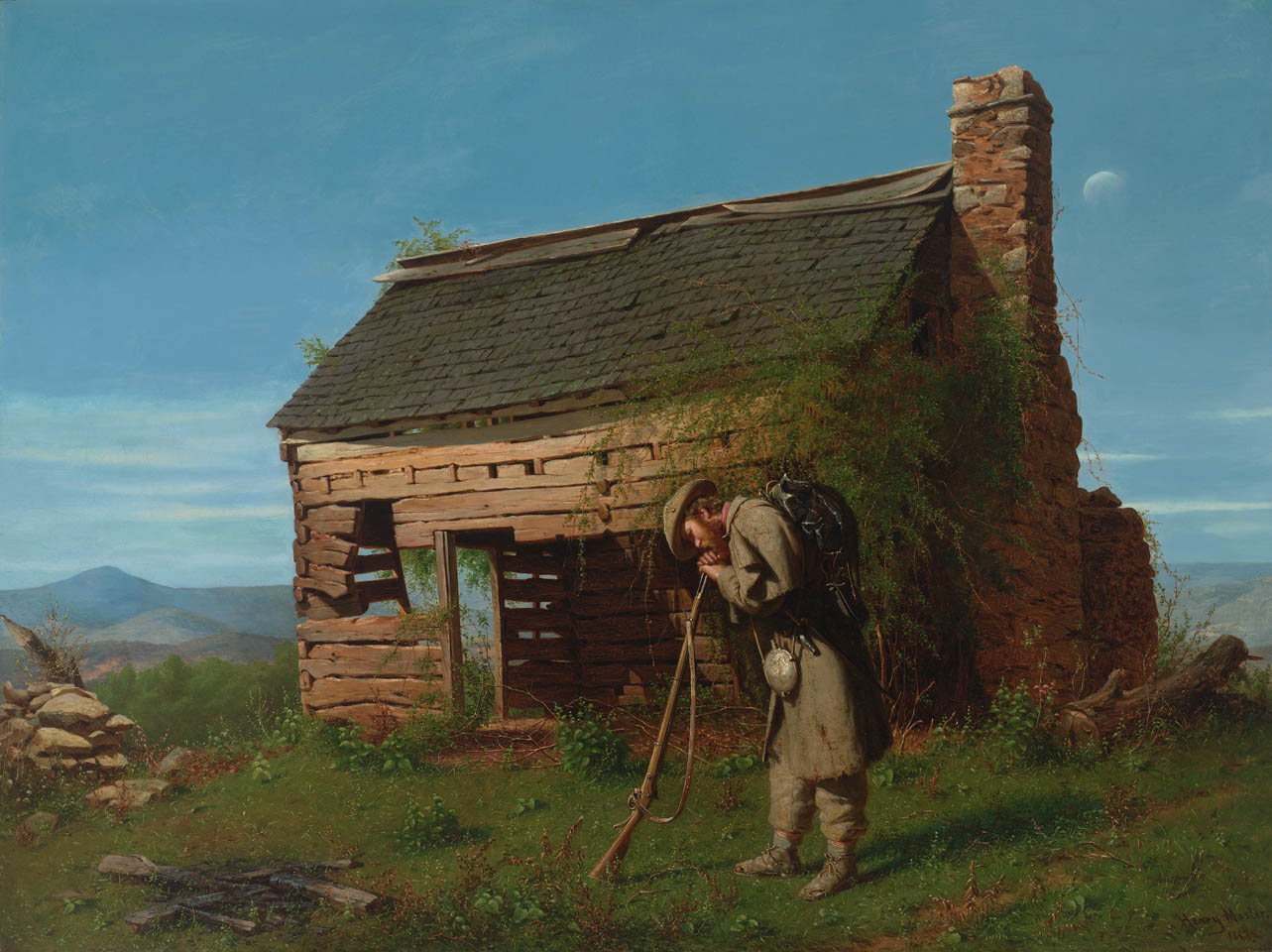
Проигранное дело, картина Генри Мослера, 1868 год

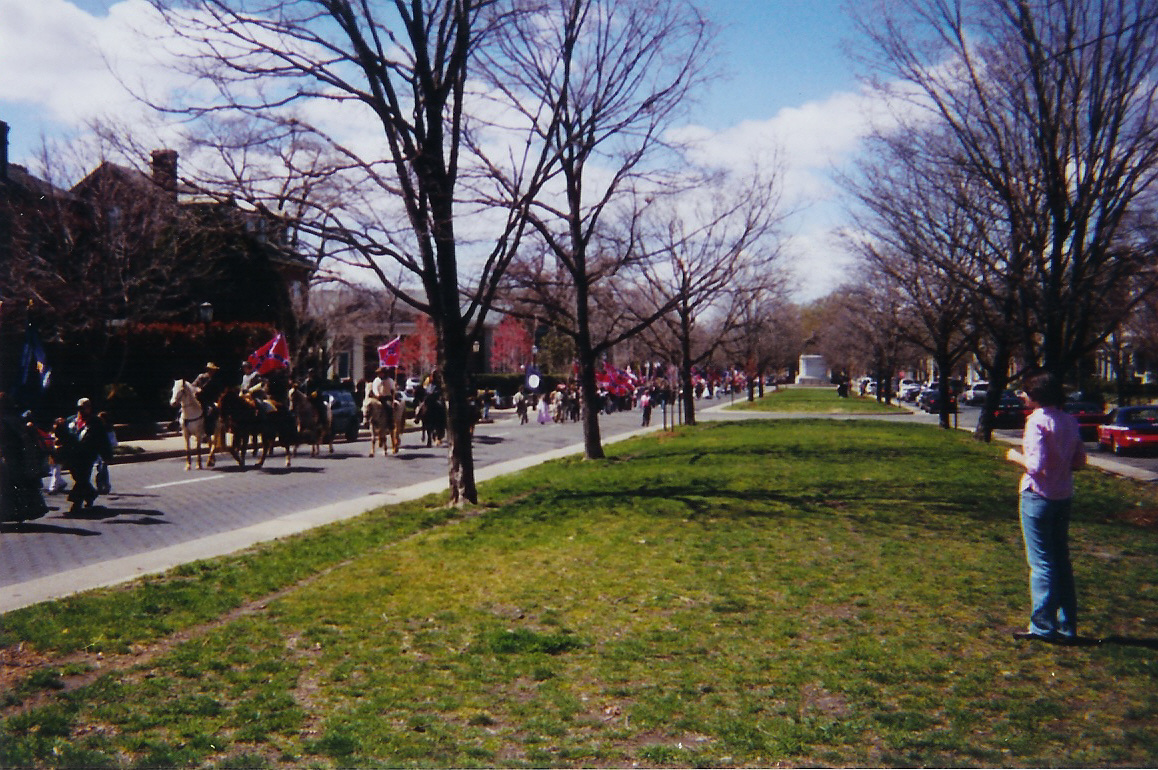
Парад Конфедерации на проспекте Монументов, Ричмонд, Вирджиния

Проигранное дело Конфедерации (англ. Lost Cause of the Confederacy, часто просто Lost Cause) — американский ревизионистский и дениалистский подход к истории Гражданской войны в США, в котором Конфедеративные Штаты Америки и их сторонники изображаются в положительном, романтическом свете — не как сепаратисты и рабовладельцы, а как герои, храбро и достойно сражающиеся за правое, хотя и заранее обречённое дело.

## Общее описание концепции
В рамках концепции «Проигранного дела» сецессия Юга изображается как борьба южных штатов за свои права и против агрессии со стороны деспотического правительства, наподобие Войны за независимость США. Самой теме рабства как основной причины войны при этом особого внимания не уделяется — вопреки риторике основателей КША, называвших рабовладение «краеугольным камнем», на котором основывалось их государство. Сторонники «Проигранного дела» могут утверждать, что с рабами на довоенном Юге обращались хорошо и достойно, и что освобождение негров из рабства, напротив, ухудшало их положение. Победу Севера сторонники «Проигранного дела» объясняют лишь численным перевесом в людях и ресурсах: по этой версии, генералы Конфедерации были лучше, чем у Союза, солдаты храбрее и лучше подготовлены, южане будто бы выиграли большинство сражений на суше и не проиграли войну, а уступили численному превосходству северян — следовательно, Конфедерация была обречена с самого начала. В этом отношении особый героический статус приобрел генерал Роберт Ли, ставший символом «Проигранного дела». В интерпретации «Проигранного дела» основное внимание уделяется восточному театру военных действий, к которому и относятся победы южан, а не западному, на котором побеждали северяне. Современные историки в подавляющем большинстве не согласны с идеями «Проигранного дела», отмечая, что главной причиной войны было именно рабство.
Идеи «Проигранного дела» приобрели особую популярность на рубеже XIX и XX веков, когда мемориальные организации наподобие «Объединенных дочерей Конфедерации» пытались увековечивать память ветеранов Конфедерации — поколения их родителей. Вторая волна популярности «Проигранного дела» пришлась на 1950-1960-е годы, период движения за гражданские права чернокожих и отмены законов Джима Кроу.

## Происхождение

### Гражданская война в США (1861—1865)
В XIX веке южные штаты США были аграрными и рабовладельческими — их экономика строилась в первую очередь на производстве хлопка на плантациях, где работали чернокожие рабы. Северные штаты были более развиты в индустриальном плане — там были сосредоточены предприятия машиностроения, металлообработки, лёгкой промышленности. Несмотря на необходимость Севера и Юга в хлопке и машинах соответственно, между ними были противоречия. Были конфликтные вопросы и по поводу высоких торговых пошлин, и по поводу дальнейшего развития страны. После прихода к власти президент Авраам Линкольн принял решение, согласно которому каждый новоприсоединённый штат становился свободным от рабства. Южные штаты, видя в этом угрозу оказаться в меньшинстве, приняли решение выйти из состава США и образовали КША — Конфедеративные Штаты Америки. Вице-президент новосозданных штатов Александр Стивенс в своей речи «Краеугольный камень» заявил о превосходстве белой расы и о рабстве как о «нормальном состоянии чернокожих». 12 апреля 1861 года началась Гражданская война, продлившаяся 4 года и 44 дня и унесшая жизни 616 222 солдат и около 50 000 мирных жителей с обеих сторон. После окончания войны 26 мая 1865 года КША были ликвидированы и воссоединены с США. Одним из последствий войны стало полная отмена рабства 13-й поправкой к Конституции США 18 декабря 1865 года

### Рождение концепции
Поражение Конфедерации опустошило многих белых южан экономически, эмоционально и психологически. Многие искали утешения в том, что приписывали свою потерю факторам, находящимся вне их контроля, таким как физические размеры и подавляющая грубая сила.

Профессор Университета Виргинии Гэри В. Галлахер писал:
Создатели мифа о «Проигранном деле» действовали по разным мотивам. Они коллективно стремились оправдать свои действия и позволить себе и другим бывшим конфедератам найти что-то положительное во всеобъемлющей неудаче. Они также хотели дать своим детям и будущим поколениям белых южан «правильное» повествование о войне. 
Сам термин «Проигранное дело» появился в заглавии книги виргинского писателя и журналиста Эдварда Полларда «Проигранное дело: Новая южная история войны конфедератов» (1867). В ней автор утверждал, что рабство на Юге была «самым мягким в мире» и что Конфедераты начали войну, чтобы защитить право каждого штата выбирать: быть рабовладельческим или нет. Сочинения бывших конфедератов (Джефферсона Дэвиса, Джубала Эрли и других) ещё больше способствовали продвижению данной концепции.

### В массовой культуре
Такие организации, как «Объединённые Дочери Конфедерации» (UDC), основанная в 1894 году, и «Сыновья ветеранов Конфедерации» (SCV) сыграли огромную роль в популяризации концепции «Проигранного дела». Основным их видом деятельности были: установка памятников военным и другим деятелям Конфедерации, написание школьных учебников и т.д.
Среди писателей, в наиболее радикальной форме поддерживавших концепцию «Проигранного дела», можно отметить Томаса Диксона младшего, произведения которого, в частности «Пятна леопарда» и «Клановец», продвигали идею о «превосходстве белых». Одно из его произведений, «Клановец», было взято за основу фильма «Рождение нации» 1915 года, который демонстрировался в Белом Доме президенту США Вудро Вильсону.
В меньшей степени влияние концепции заметно и в других фильмах: «Унесённые ветром», «Боги и генералы» и т.д.

## Точка зрения оппонентов

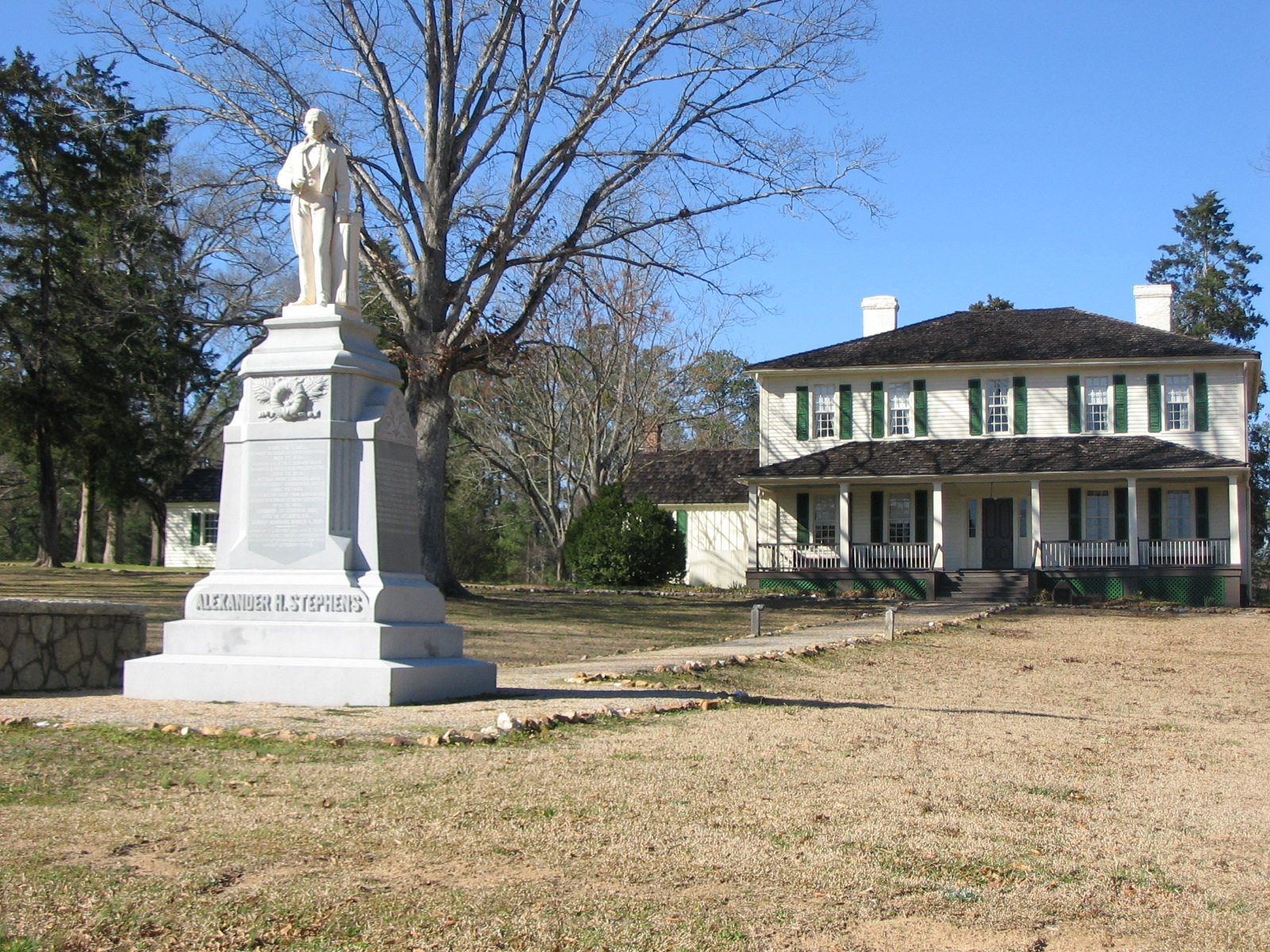
Памятник вице-президенту Конфедерации Александру Стивенсу у Зал Свободы (в Джорджии

Современные историки в подавляющем большинстве согласны с тем, что отделение было мотивировано рабством. Было множество причин для отделения, но сохранение и распространение рабства, несомненно, было самой важной из них.
По словам историка Кеннета М. Стамппа, каждая сторона поддерживала права штатов или более сильную федеральную власть только тогда, когда ей это было удобно. Стэмпп привел вице-президента Конфедерации Александра Стивенса в качестве примера лидера Юга, который, когда началась война, сказал, что рабство является «краеугольным камнем Конфедерации», но после поражения Конфедерации сказал в «Конституционном взгляде на позднюю войну между штатами», что война была не из-за рабства, а из-за прав штатов. Стивенс стал одним из самых ярых защитников мифа о «Проигранном деле».